# Japonska anemona
Japonska anemona (znanstveno ime Anemone hupehensis var. japonica) oz. tudi japonska vetrnica, je trajnica, ki cveti od sredine avgusta do prvih zmrzali. Je nezahtevna rastlina, paziti pa moramo na prst v kateri raste, biti mora vedno nekoliko vlažna. Anemona lahko brez presajanja raste več let na istem mestu, ne da bi bilo cvetenje z leti revnejše. Najlepše uspeva v zavetju velikih dreves.